# James B. Connolly
James Brendan Bennet „Jamie” Connolly (Boston, Massachusetts, 1868. október 28. – Brookline, Massachusetts, 1957. január 20.) atléta, az első olimpiai játékok bajnoka hármasugrásban, később Pulitzer-díjas író.

## Életpályája
Ír bevándorlók gyermeke. Apja John Connolly halász, anyja Ann O'Donnell foglalkozott a tizenkét gyermekkel. Fiatal korában kihasználva a környezeti lehetőségeket, a többi gyerekkel együtt futott, ugrott és labdázott. Anyagi lehetőségeik nem tette lehetővé, hogy nappali képzésben vegyen részt.  Bostonban egy biztosító társaságnál írnok volt, mellett középiskolai diplomát szerzett. A Harvard Egyetemen a klasszikusokról hallgatott előadásokat, majd  diplomázott. Az 1896-os olimpia miatt megszakította tanulmányait, soha többet nem tért vissza az egyetemre. 1948-ban egy tiszteletbeli sportos pulóvert kapott. Az 1949-ben felajánlott díszdoktori címet visszautasította.

## Sportolóként
1891-től a Library Association (CLA) labdarúgó-válogatott tagja, egyben a Kerékpáros Klub kapitánya. Az atlétikával a Suffolk Athletic Club tagjaként foglalkozott. Magasság 175 centiméter, súlya 73 kilogramm. 1920-ban az első Nemzetközi Fishing Szkúner bajnokságon a győztes kétárbócos tagja.
A Nemzetközi Olimpiai Bizottság (NOB) 1894-ben kiírta az első nyári olimpiai játékokat. Kérvényt nyújtott be a Harvard Egyetem elnökének, hogy engedélyezzék részvételét, amit nemes egyszerűséggel elutasítottak, jelezve, hogy csak a vizsgák alól kíván kibújni. Újabb kérvényében tanulmányi szabadságot kért, nem vette figyelembe az egyetem elutasítását. A kor utazási lehetőségeit kihasználva egy német teherszállító vitte Nápolyba, ahol kirabolták, de az utazási jegye megmaradt, így megérkezhetett  Athénba.
Görögországban Athén rendezte az I., az 1896. évi nyári olimpiai játékokat, ahol az első napon, az első versenyszámban, hármasugrásban (13,71 méter) megszerezte az első bajnoki (az első újkori olimpián a győztes ezüst-, a második helyezett bronzérmet, míg a harmadik babérkoszorút kapott) érmet. Magasugrásban második lett (1,65 méter), távolugrásban a harmadik (5,84 méter) helyen végzett. Franciaországban Párizs rendezte a II., az 1900. évi nyári olimpiai játékokat, ahol a hármasugrásban Myer Prinstein honfitársa mögött (13,97 méter) a második helyen végzett. A III., az 1904. évi nyári olimpiai játékokon újságírói minősítésben vett részt.

## Művei
Írásai a tengeri hajózáshoz kapcsolódtak. Éveket töltött különböző hajók, halászhajók, katonai hajók fedélzetén. Megjelent több mint 200 novellája és 25 regénye.

## Szakmai sikerek
- 1896-os sikeres olimpiai szerepléséért Boston polgármesterétől egy aranyórát kapott.
- Halálát követően sportereklyéi a Colby College Maineben kaptak elhelyezést.